# セイバー偵察装甲車
セイバー偵察装甲車はCVR（T）（イギリスで用いられた装甲偵察車両の共通仕様）のシリーズの一つである。FV101 スコーピオンの車体に、FV721 フォックス装甲偵察車の砲塔を搭載して作られた。
この複合車両は、FV107 シミターと同様の車両を、より安価に生産する方法として紹介された。ただし本車の砲塔の装甲はわずかにシミターより薄い。セイバーは、1995年に運用が開始された。
改修はフォックス装甲偵察車の砲塔に対して行われ、再設計された発煙弾発射器が搭載された。また、副武装の同軸機関銃がL37A2 7.62mm汎用機関銃から、ボーイング社製のL94A1チェーンガン (7.62 x 51 mm NATO弾を使用) に換装された。給弾器が機関銃の脇に装備され、ベルト給弾の機関銃と比較して迅速な再装填を可能とした。
2004年にイギリス軍部隊から退役した。

## 追加装備
- 発煙弾発射器
- 弾薬:  
  - 30 mm 強化弾芯型徹甲弾(APEP)および榴弾(HE) - 160発
  - 7.62 mm 3,000発